# Курти, Тинка
Тинка Курти (алб. Tinka Kurti; род. 17 декабря 1932) — албанская актриса, народная артистка Албании. Её стаж работы в целом составляет около 60 лет, она снялась более чем в 50 фильмах и сыграла более чем в 150 театральных постановках.

## Биография
Тинка родилась в городе Сараево, в Боснии и Герцеговине (тогда часть Югославии) в смешанной семье: её отец был албанцем, мать — венгеркой. Она была старшим ребёнком в семье. В детские годы её семья переехала в город Шкодер на севере Албании. В Шкодере она провела бо́льшую часть своей жизни и начала театральную карьеру.
В 1947 году она была выгнана из художественной школы и не смогла получить высшее образование. Тогда она решила начать заниматься театральным искусством. В возрасте 16 лет, в 1948 году, она дебютировала с небольшой ролью в спектакле «Dasma Shkodrane». Далее на протяжении нескольких лет она продвигалась по карьерной лестнице.
Тинка не решила останавливаться на театре и попробовала себя в кинематографии. В 1958 году её выбрали на главную роль в фильме «Тана». Последующие фильмы, в которых она снималась, сделали её имя бессмертным в албанском искусстве.
В честь неё были названы два кинотеатра (в Тиране и в Дурресе) и школа (в деревне Лекбибаж).
В 2003 году албанский директор, Эсат Телити, снял документальный биографический фильм о её жизни, который называется просто «Тинка».
И сегодня Тинка Курти не перестаёт удивлять аудиторию. Однажды она сказала: «Я не боюсь старости, не боюсь смерти. Но я боюсь "старости мозга", и когда она придёт, я думаю, я умру дважды. Именно поэтому я хочу работать».

## Фильмография
- «Bota»  — 2014
- «Ne Kerkim te Kujt« — 2012
- «Gjalle!» — 2009
- «Familjet» — 2009
- «Ne dhe Lenini» — 2009
- «Mira» — 2008/II
- «Etjet e Kosoves» — 2006
- «Nata» — 1998
- «Zemra e Nënës» — 1995
- «Në emër të lirisë» — 1987
- «Hije që mbeten pas» — 1985
- «Besa e kuqe»[англ.] — 1982
- «Qortimet e vjeshtë»[англ.] — 1982
- «Si gjithë të tjerët» — 1981
- «Mengjeze te reja» — 1980
- «Nusja» — 1980
- «Gjeneral gramafoni» — 1978
- «Vajzat me kordele të kuqe» — 1978
- «Emblema e dikurshme» — 1976
- «Cifti i lumtur» — 1975
- «Lumë drite» — 1975
- «Operacion Zjarri» — 1973
- «Yjet e netëve të gjata» — 1972
- «Guximtarët» — 1970
- «Тана» — 1958